# مايكل موريس كيلانين
مايكل موريس كيلانين (بالإنجليزية: Michael Morris, 3rd Baron Killanin)‏ هو أرستقراطي إيرلندي عاش بين سنتي 1914-1999؛ وكان الرئيس السادس للجنة الأولمبية الدولية الذي ترأسها بين سنتي 1972–1980، إذ استلم الرئاسة من الأمريكي أفري بروندج في سنة 1972.